# 新加坡法輪佛學會
新加坡法輪佛學會（英語：Falun Buddha Society）是新加坡的一个宗教組織。源自中國大陸的法輪功於1994年傳入新加坡，成立中國以外的第一個法輪佛學會。新加坡的法輪功學員一般活動為向新加坡民眾講述法輪功（法輪大法）相關情況和基本理念。他們經常出現在體育場、植物園和各地公園進行相關活動，也有部分當地民眾參與其中。

## 曆史
1996年7月，「新加坡法輪佛學會」正式成立為當地的合法社團，是中國以外的第一個法輪佛學會。
截至2001年，法輪功在新加坡擁有約1000名成員。
2004年，法輪功媒體《大紀元時報》新加坡版創刊。
截至2020年，法輪功在新加坡擁有約500至1000名成員。
截至2021年3月，新加坡法輪佛學會有26個主要的煉功點。

## 爭議
2000年至2006年法轮功学员曾被新加坡政府因不同罪名被起诉六次。新加坡政府也被該學會指通过拒绝学员申请公民、永久居民、就业准证、刻意推延更新学生准证、强制学员辞职等方式“歧视”法轮功学员。
1999年7月，新加坡的部分社區民眾聯絡所和民眾俱樂部開始停止舉辦與法輪功相關的活動。
2000年12月31日，约60名法轮功学员聚集在麦里芝蓄水池举行烛光晚会，新加坡警方出面拘留15人，于2001年1月2日以“非法集会”罪名将其控上法庭并判处7人入狱，8人罚款1000新元。2001年3月19日，新加坡佛教总会发表声明要求法轮功停止使用佛教用语。
2001年11月，中國驻新加坡大使館在新加坡中華總商會舉辦了一場名為“法輪功邪教圖片展覽”的圖片展，中國駐新加坡大使張九恆爲圖片展覽主持開幕，此舉引發十幾名法輪功成員到場抗議。
2006年7月，九名法輪功成員疑因在中國大使館外從事未經授權的活動（法輪功方面宣稱是因為其散發鼓勵人們退出中國共產黨的資料）而涉及違法行為，另有三名成員則因打坐並絕食抗議而被控。
2009年10月5日，五名法轮功学员因被指触犯了“破坏公物”和“教唆他人”等罪名在鱼尾狮公园附近被警察突袭抓捕，其展板与资料也被没收，这些人其后被控上法庭。2010年5月5日至7日，新加坡中央警署分別將黃才華、蔡永水等七個法輪功成員控上法庭。法庭對黃才華訴以七項控狀，並對幾名成員訴以“破壞公物”和“唆使”等罪名。
2015年8月，21歲中國籍男性法輪功學員高彬在新加坡芽籠東大道1號的地鐵高架橋柱上，以黑色記號筆書寫支持法輪功及反對中國共產黨的中文標語「法輪大法好，中國共產黨就要滅亡，退黨保平安」，並附上一個疑似手機號碼，造成地鐵營運商SMRT維修損失300新元。同月，他又在芽籠22巷一個屬於陸路交通管理局的控制箱上進行類似塗鴉。高彬向警方供稱，其行為旨在喚起同胞關注。法院另將當月發生的四起相關塗鴉事件納入考量，受影響設施包括新加坡電力公司電箱、新電信混凝土柱及另一SMRT橋柱，總損失達728.11新元。高彬最終被判處兩個月監禁及鞭刑六下，惟因無力賠償，法官未命令賠款。
2023年7月5日，新加坡警方在裕廊的科學園路一帶發現一名59歲男性法輪功學員白德赫正在進行一場“無准证舉辦公共集會”，他在脖子上掛牌宣揚法輪功。白德赫在2025年5月13日被控兩項抵觸公共秩序法令和三項抵觸破壞公物法令的控狀，被判罰款1000新元。新加坡法庭解釋白德赫是因為在沒有準証的情況下舉辦公共集會而觸法。